# Neuwiller-lès-Saverne
Neuwiller-lès-Saverne je občina v departmaju Bas-Rhin francoske regije Alzacija.
Leta 1990 je v občini živelo 1 166 oseb oz. 37 oseb/km².